# Formicium
A Formicium (magyarul: titán hangya) a rovarok (Insecta) osztályának a hártyásszárnyúak (Hymenoptera) rendjébe, ezen belül a hangyák (Formicidae) családjába és az eocén korban élt, kihalt Formiciinae alcsaládjába tartozó nem.

## Tudnivalók
Ebbe a nembe, korábban öt faj tartozott, azonban belőlük kettőt a T. giganteát és a T. simillimát áthelyezték a Titanomyrma hangyanembe. A Formicium-fajok, mint rokonaik a Titanomyrmák Európa és Észak-Amerika területein éltek az eocén kor idején. Találtak belőlük királynőket, katonákat és dolgozókat is. A királynők átlagos hossza 4–7 centiméter, szárnyfesztávolsága körülbelül 15 centiméter.

## Rendszerezésük
- Formicium berryi Carpenter, 1929 - középső eocén; Tennessee, Puryear. Ezt a fajt korábban Eoponera berryi-ként ismerték, és a ma is élő Ponerinae alcsaládba sorolták; azt hitték, hogy közeli rokona a Dinoponera nembéli fajoknak.
- Formicium brodiei Westwood, 1854 - középső eocén; Anglia, Bournemouth.
- Formicium mirabile Cockerell, 1920 - középső eocén; Anglia, Bournemouth. Ezt a fajt a leírója, Theodore D. A. Cockerell először a Pseudosiricidae családbeli Megapterites monotipikus hangyanembe helyezte.

### Fordítás
- Ez a szócikk részben vagy egészben  a   Formicium című angol Wikipédia-szócikk ezen változatának fordításán alapul.  Az eredeti cikk szerkesztőit annak laptörténete sorolja fel. Ez a jelzés csupán a megfogalmazás eredetét és a szerzői jogokat jelzi, nem szolgál a cikkben szereplő információk forrásmegjelöléseként.